# Porto Mosquito
Porto Mosquito (crioll capverdià Purto Muskitu) és una vila al sud de l'illa de Santiago a l'arxipèlag de Cap Verd. Està situada a 10 kilòmetres al nord-oest de Cidade Velha.